# قبيلة الوجيه
قبيلة الوجيه : هي قبيلة كبيرة ومعروفة في اليمن في مدينة شهارة وهي من محافظة عمران في الجمهورية اليمنية، وهم من السادة الأشراف

## نسب قبيلة الوجيه
الاسم عبد الرحمن ( لقبه الوجيه الأكبر ) بن الحسين بن القاسم بن أحمد بن إسماعيل ( المتوكل على الله ) بن القاسم ( المنصور بالله ) بن محمد بن علي بن محمد بن علي بن الرشيد بن أحمد
بن الحسين الأملحي بن علي بن يحيى بن محمد بن الامام يوسف الأشل بن الأمام القاسم المختار بن الأمام يوسف الأكبر بن الامام المنصور بالله يحيى
بن الامام الناصر لدين الله أحمد بن الامام الهادي إلى الحق يحيى بن الحسين بن القاسم الرسي بن إبراهيم بن اسماعيل بن ابراهيم بن الحسن بن الحسن
بن علي بن أبي طالب بن عبدالمطلب بن هاشم بن عبد مناف بن قصي بن كلاب بن مرة بن كعب بن لؤي بن غالب بن فهر بن مالك بن قريش بن كنانة بن خزيمة
بن مدركة بن ألياس بن مضر بن نزار بن معد بن عدنان من ذرية إسماعيل بن إبراهيم عليهما السلام

## مراجع

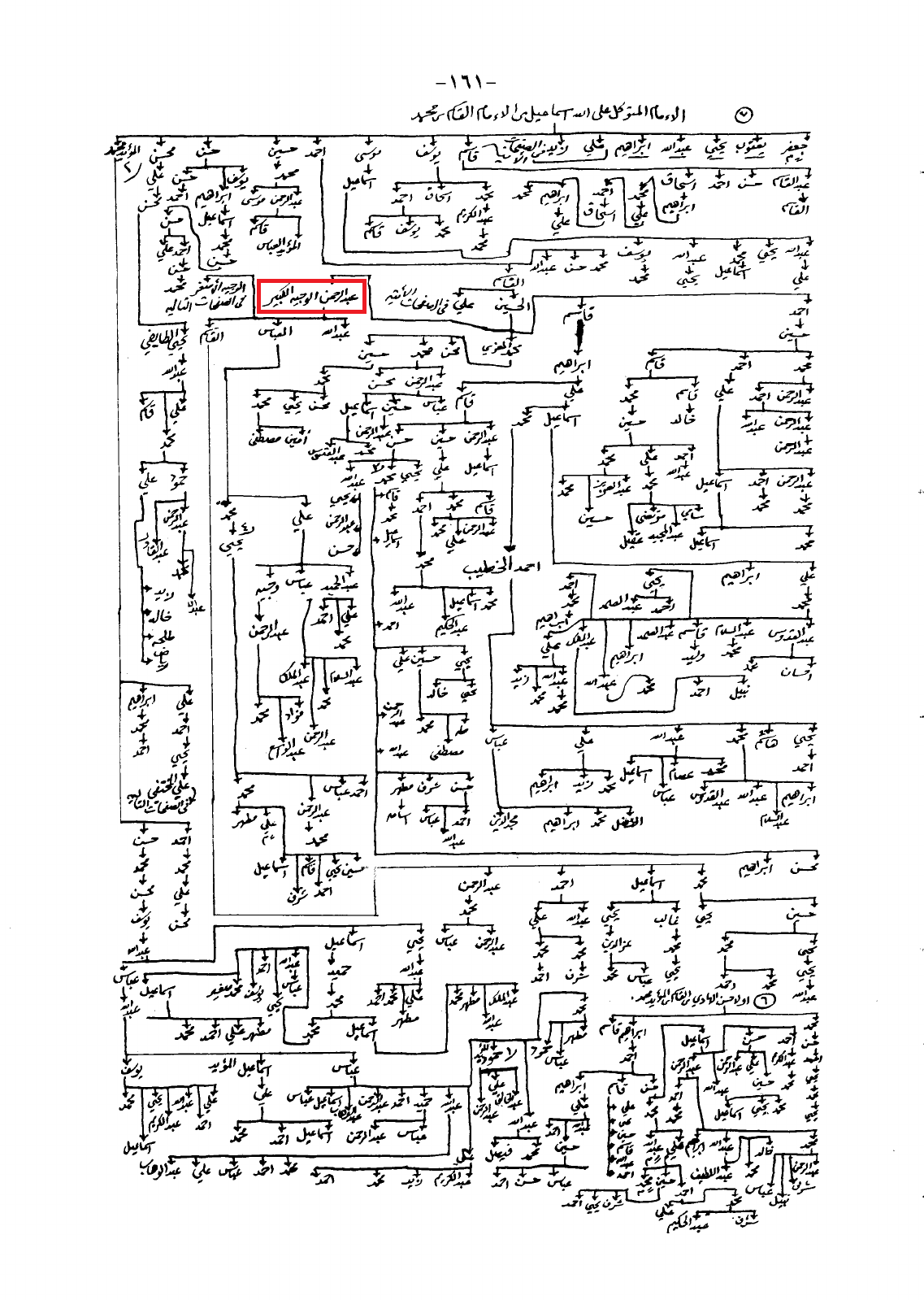
ذرية الأمام المتوكل على الله إسماعيل بن القاسم بن محمد من كتاب الاغصان لمشجرات انساب عدنان وقحطان

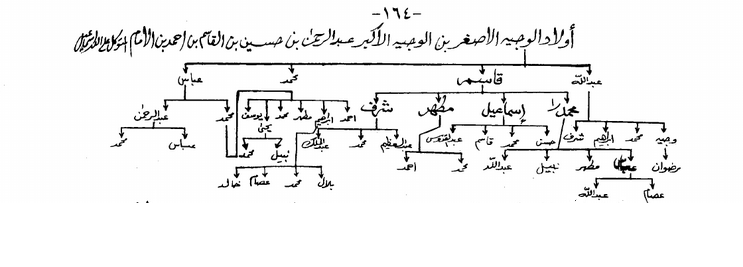
أولاد الوجيه الأصغر بن الوجيه الأكبر عبدالرحمن

## أولاده
```
 1 عبد الله .
 2 العباس .
 3 القاسم .
 4 الوجيه الأصغر .
```